# 毛硬叶冬青
毛硬叶冬青（学名：Ilex ficifolia f. daiyunshanensis）为冬青科冬青属硬叶冬青下的一个变型。

## 扩展阅读
- 維基物種上的相關：毛硬叶冬青